# Арт-центр Иеронима Босха

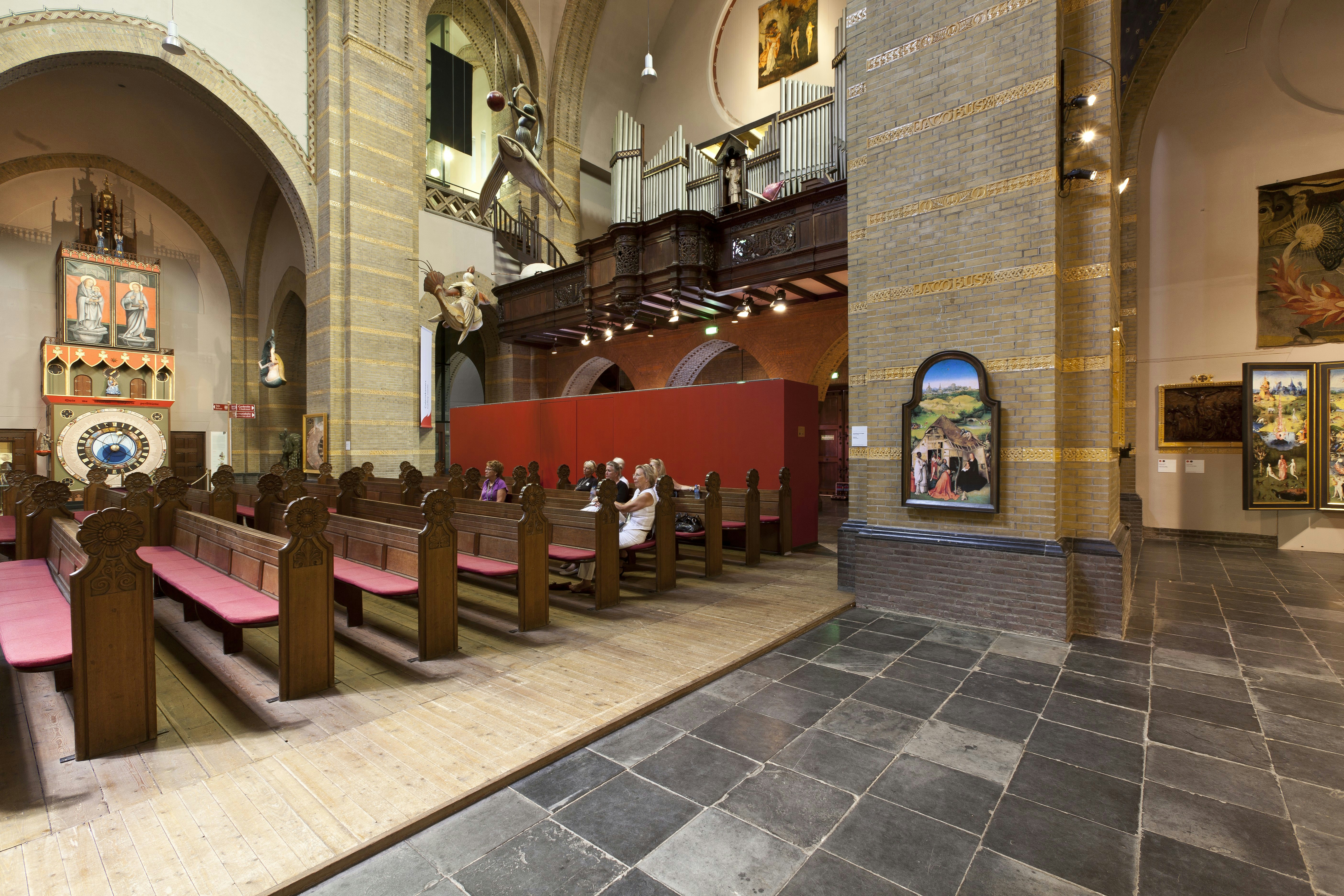

Арт-центр Иеронима Босха (нидерл. Jheronimus Bosch Art Center) — центр, посвященный творчеству нидерландского художника Иеронима Босха, находится в его родном городе Хертогенбос. Был открыт в феврале 2007 года.
На четырёх этажах центра располагаются качественные фотографические репродукции всех работ Иеронима Босха в натуральную величину в рамках ручной работы. Верхний этаж башни (на высоте 40 метров) представляет замечательный вид на родной город Иеронима Босха. В цокольном этаже романского здания воссоздана мастерская художника.
Арт-центр располагает коллекцией кукол персонажей картин Босха.
В центре существует сцена для концертов и представлений, библиотека, лекционная аудитория и конференц-зал.

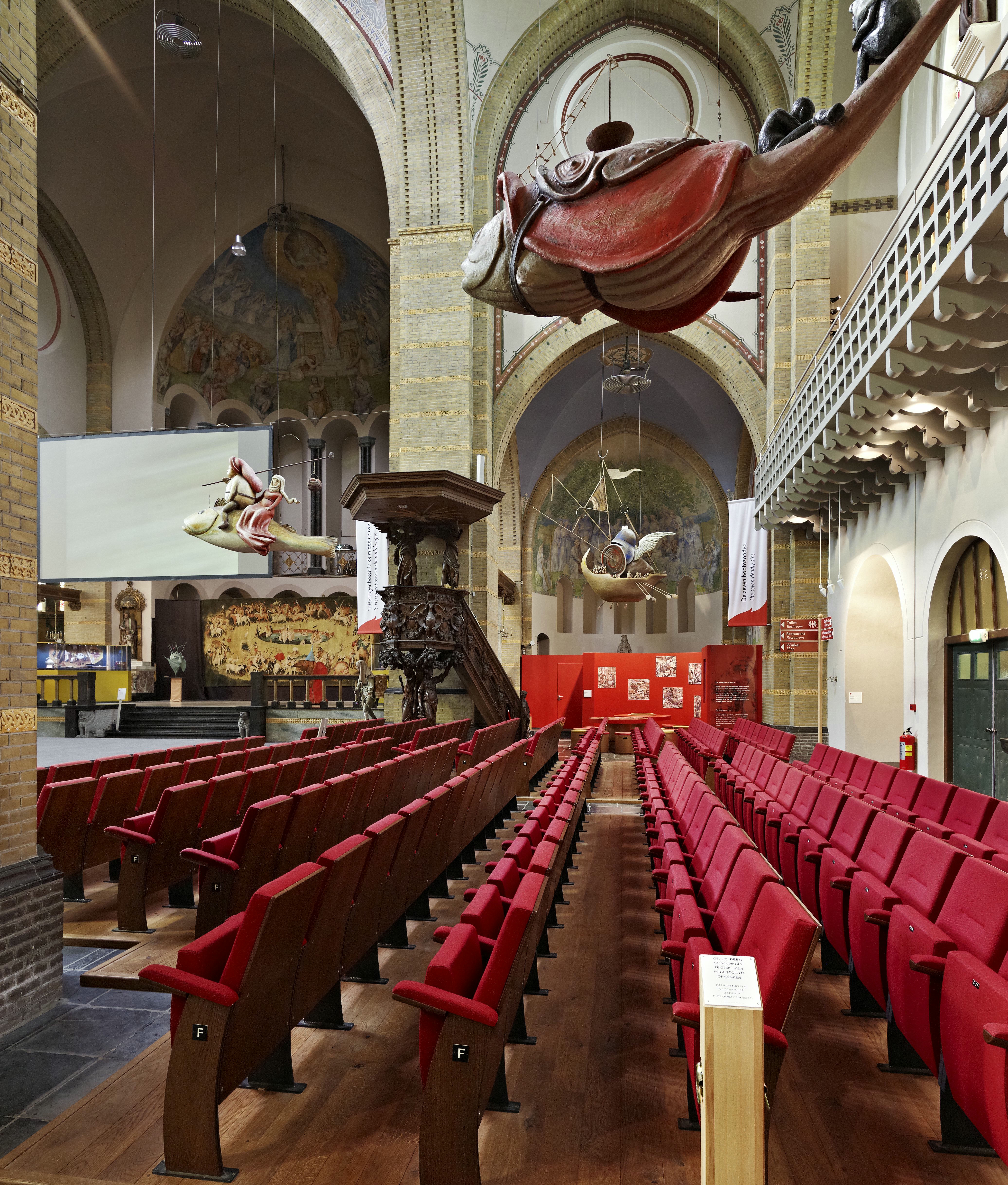
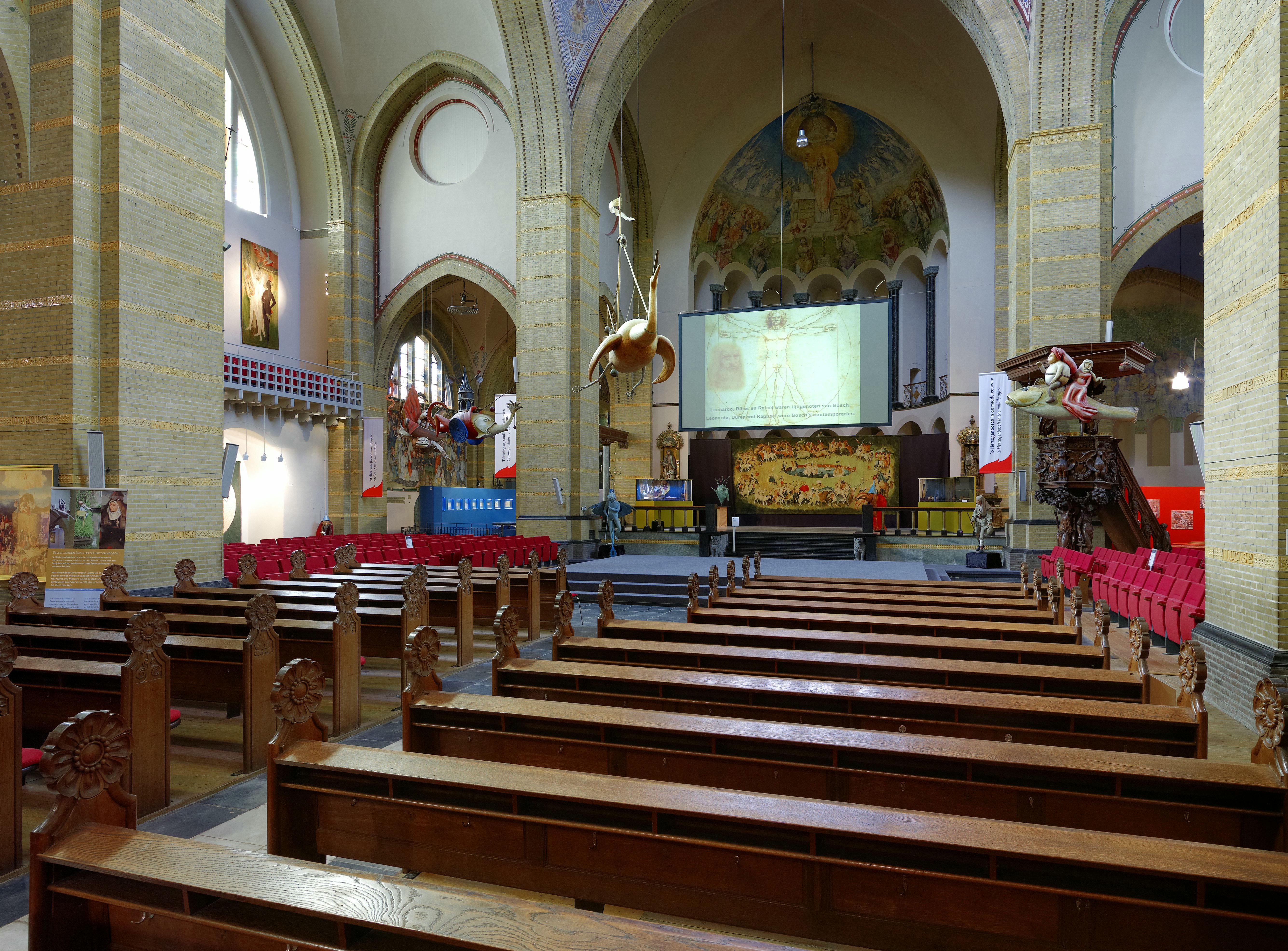
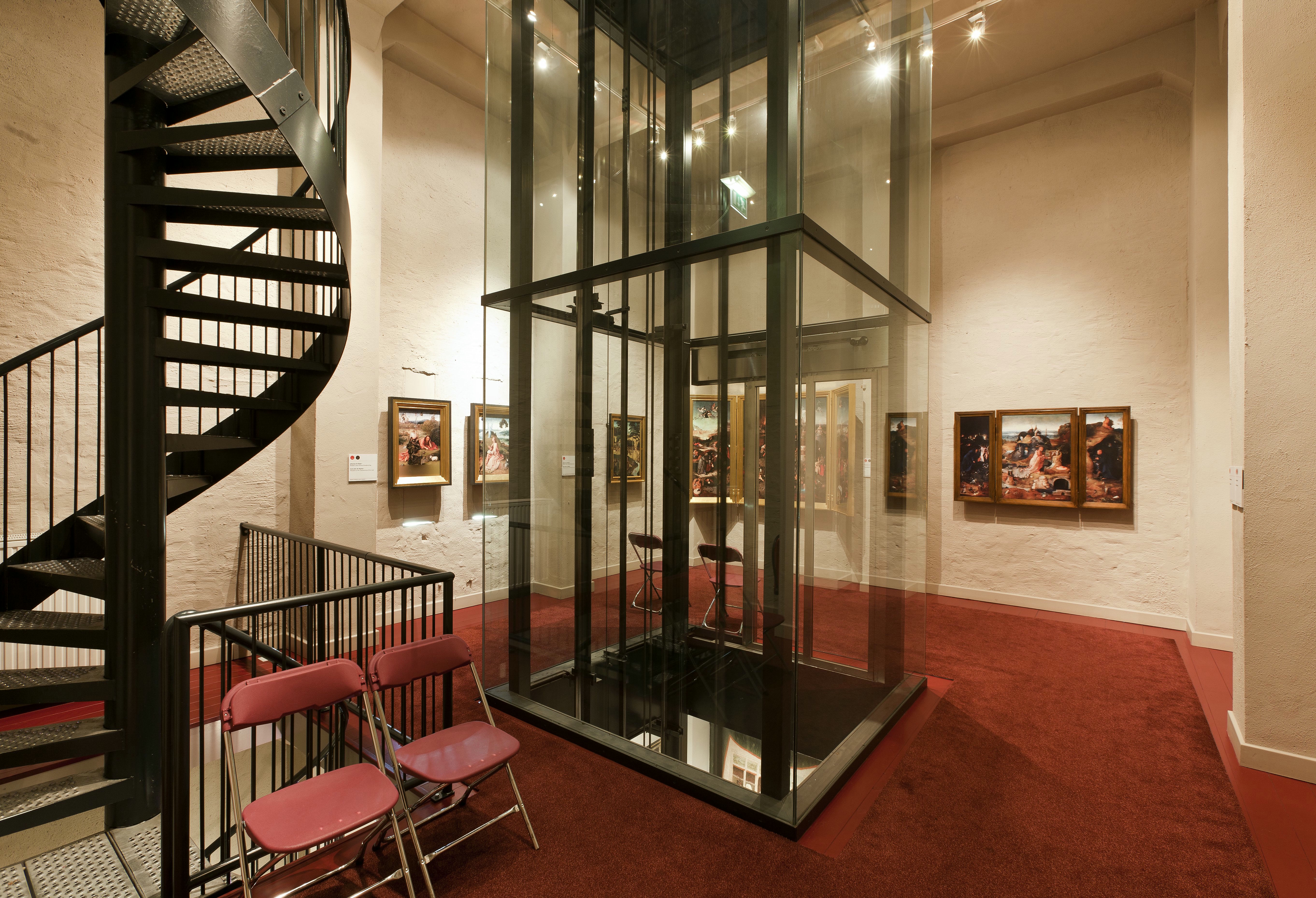
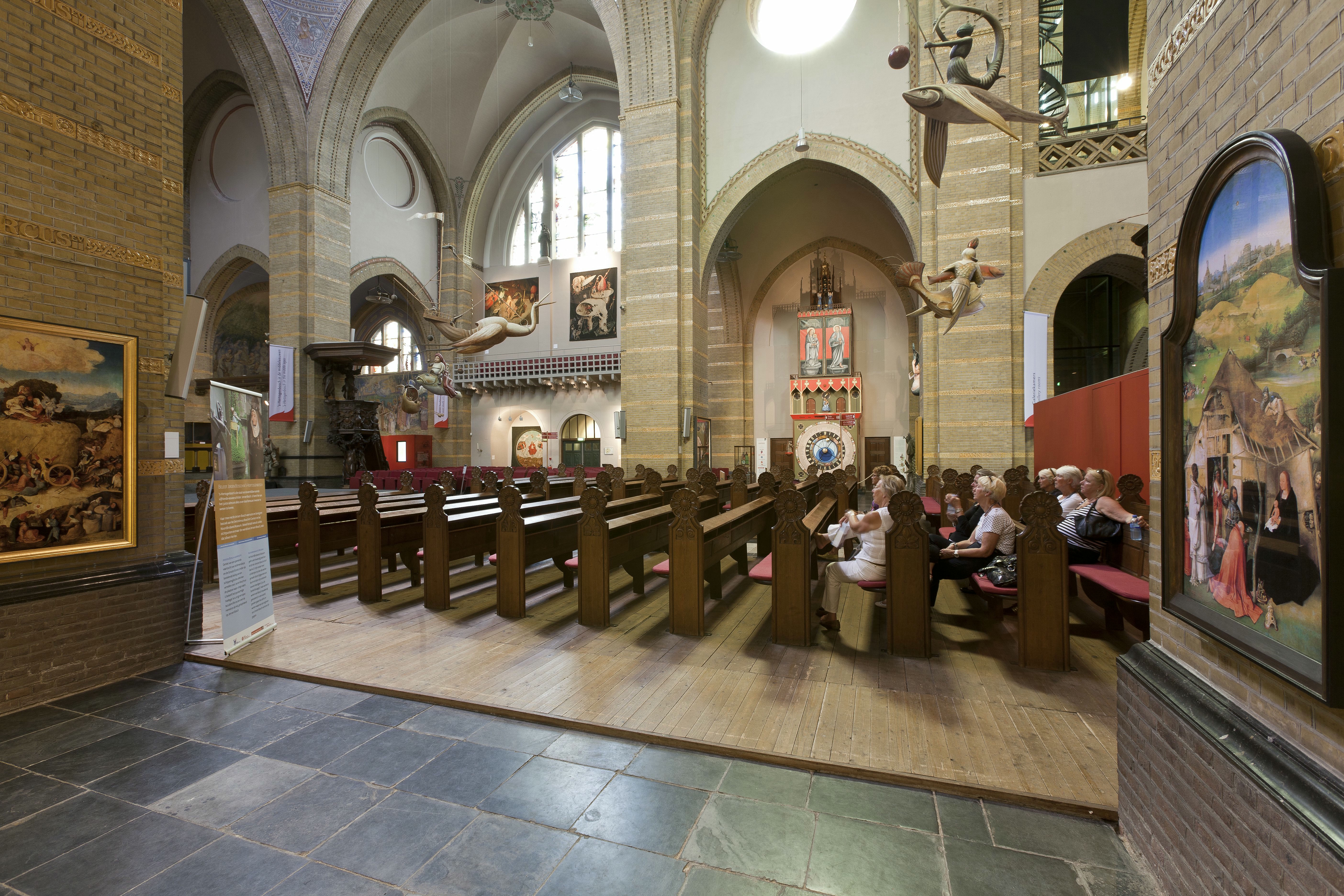
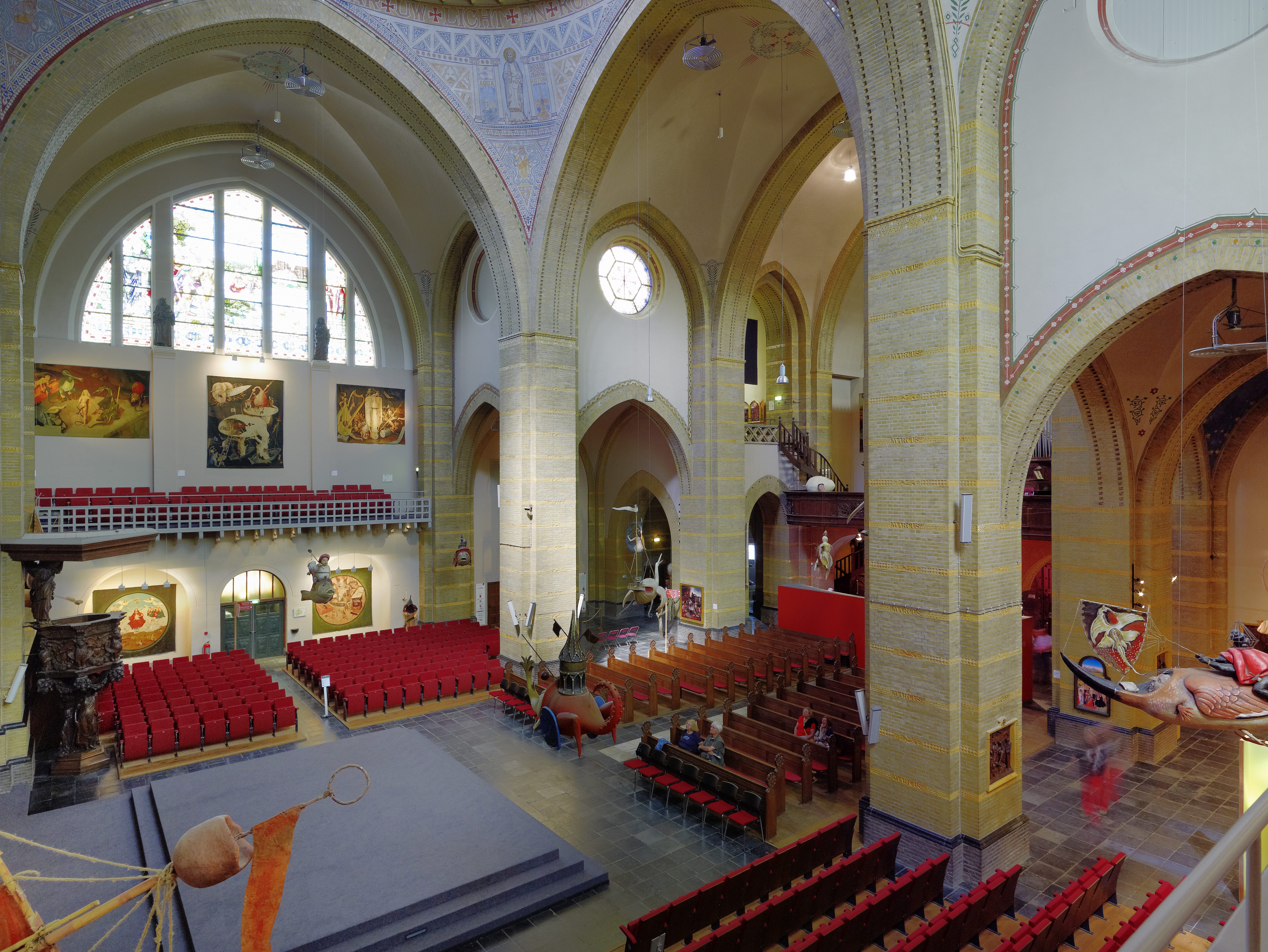